# 원도와 소원도

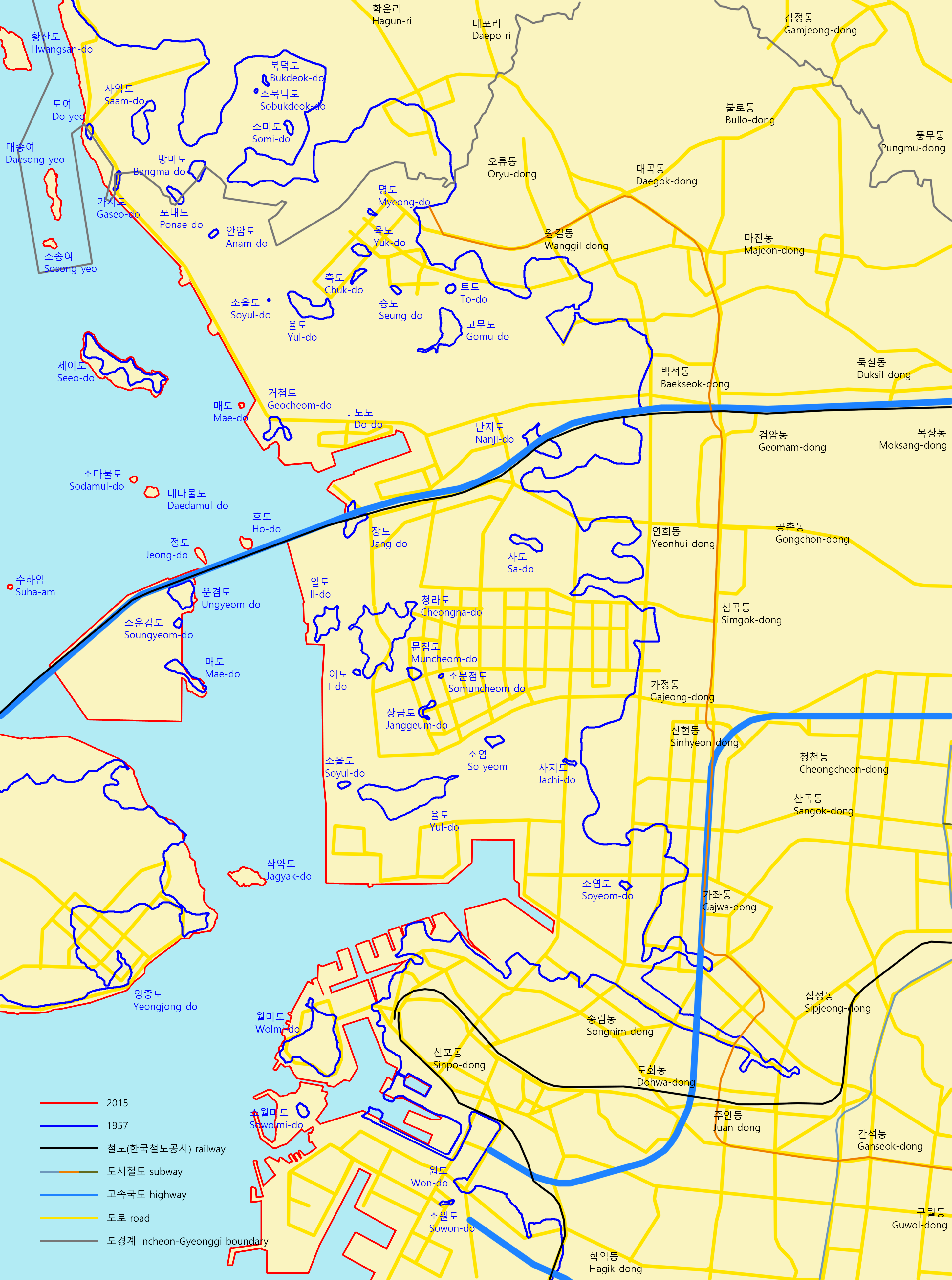
원도와 소원도의 위치 (지도 하단)

원도(猿島)와 소원도(小猿島)는 인천광역시 미추홀구 용현동 토지금고 근처에 있던 섬이다.
원도는 인천 일대의 여러 섬에서 지내던 제례를 합사하여 19세기 초 즈음까지 봄과 가을에 지내던 원도사(猿島祠)가 있던 곳이다. 제사를 지내던 섬이라 납섬(納―), 육지와 멀리 떨어져 있어 낙섬(落―) 또는 낙도(落島)로도 불렸다. 병자호란 때 이윤생(李允生)이라는 의병이 이곳에서 분전하였다. 1929년 조선염업주식회사에서 염전을 조성하며 육지와 둑으로 연결되었고, 숭의동에서 원도를 지나 옥련동까지 이어지는 송도임해관광도로가 관통하게 되어 1976년 도로의 준공과 함께 사라졌다. 면적은 1800평 정도 되었다. 한편, 원도의 염전은 1966년 폐염되어 토지금고에서 모범 주택단지를 건설·분양하였다.
소원도는 약 150평 가량의 면적이었다. 일대의 매립 공사가 이루어지며 지면 아래로 사라졌다.